# Geophis mutitorques
Geophis mutitorques är en ormart som beskrevs av Cope 1885. Geophis mutitorques ingår i släktet Geophis och familjen snokar. Inga underarter finns listade i Catalogue of Life.
Denna orm förekommer i delstaterna San Luis Potosi, Hidalgo, Puebla och Veracruz i östra Mexiko. Den lever i regioner som ligger ovanför 1500 meter över havet. Habitatet utgörs av molnskogar och andra fuktiga skogar med tallar och ekar. Ibland besöks angränsande betesmarker. Honor lägger ägg.
För beståndet är inga hot kända. Hela populationen anses vara stabil. IUCN kategoriserar arten globalt som livskraftig.